# Казе Белини (Тревизо)
Казе Белини је насеље у Италији у округу Тревизо, региону Венето.
Према процени из 2011. у насељу је живело 35 становника. Насеље се налази на надморској висини од 39 м.